# Castanopsis oviformis
Castanopsis oviformis är en bokväxtart som beskrevs av Engkik Soepadmo. Castanopsis oviformis ingår i släktet Castanopsis och familjen bokväxter. Inga underarter finns listade.